# Zeta Crateris
Désignations
Zeta Crateris (en abrégé ζ Crt) est une étoile binaire de la constellation australe de la Coupe. Elle est visible à l'œil nu avec une magnitude apparente combinée de 4,74. L'étoile est située à peu près à mi-chemin entre Epsilon Corvi en direction du sud-est et Delta Crateris au nord-ouest, marquant le coin inférieur gauche du calice.

## Environnement stellaire
Le système de Zeta Crateris présente une parallaxe annuelle de 9,51 ± 0,20 mas mesurée par le satellite Gaia, ce qui permet d'en déduire qu'il est distant de 105,14 ± 2,26 pc (∼343 al) de la Terre. Il s'en rapproche à une vitesse radiale héliocentrique de −4 km/s. À cette distance, sa magnitude visuelle est diminuée de 0,21 en raison du facteur d'extinction créé par la poussière interstellaire présente sur le trajet de sa lumière.
Le système est un membre confirmé du superamas de Sirius et il est également un membre candidat du courant de la Grande Ourse, un ensemble d'étoiles qui partagent un mouvement similaire à travers l'espace et qui pourraient avoir été par le passé membres d'un même amas ouvert.

## Propriétés
Zeta Crateris apparaît être une binaire rapprochée ; en date de 2018, ses deux étoiles étaient disposées à une distance angulaire de 0,3 seconde d'arc et selon un angle de position de 97°.
La composante primaire, désignée Zeta Crateris A, est une étoile géante jaune de type spectral G8,5III et de magnitude 4,95. Elle fait partie du red clump, c'est-à-dire qu'elle génère son énergie par la fusion de l'hélium dans son noyau. L'étoile apparaît être âgée de 251 millions d'années. Son rayon est 13 fois plus grand que le rayon solaire, elle est 157 fois plus lumineuse que le Soleil et sa température de surface est de 4 992 K. Elle semble photométriquement constante, sa magnitude ne variant pas.
La composante secondaire du système, Zeta Crateris B, est une étoile de magnitude 7,84.